# César Hinestroza
César Hinestroza (Zarzal, Valle del Cauca, Colombia; 20 de noviembre de 1989) es un futbolista colombiano. Juega como defensa y su equipo actual es el Fortaleza CEIF de la Categoría Primera A.
Su hermano Yonni Hinestroza también es futbolista.

## Clubes
| Club              | País      | Año           | Partidos | Goles |
| ----------------- | --------- | ------------- | -------- | ----- |
| Cortuluá          | Colombia  | 2006          | 2        | 0     |
| Deportes Tolima   | Colombia  | 2007          | 2        | 0     |
| Cortuluá          | Colombia  | 2007 - 2011   | 100      | 4     |
| Atlético Huila    | Colombia  | 2011 - 2013   | 44       | 3     |
| Once Caldas       | Colombia  | 2014          | 1        | 0     |
| Patriotas Boyacá  | Colombia  | 2014          | 19       | 0     |
| Atlético Huila    | Colombia  | 2015          | 18       | 1     |
| Cortuluá          | Colombia  | 2016          | 36       | 2     |
| Cuiabá            | Brasil    | 2017          | 2        | 0     |
| KPV Kokkola       | Finlandia | 2018          | 24       | 0     |
| Patriotas Boyacá  | Colombia  | 2019          | 29       | 1     |
| Alianza Petrolera | Colombia  | 2020-2021     | 19       | 1     |
| Deportes Quindío  | Colombia  | 2022          | 0        | 0     |
| Cúcuta Deportivo  | Colombia  | 2023          | 900      | 800   |
| Fortaleza CEIF    | Colombia  | 2024-presente | 500      | 1000  |

## Palmarés

### Torneo Nacionales
| Título    | Club     | País     | Año  |
| --------- | -------- | -------- | ---- |
| Primera B | Cortuluá | Colombia | 2009 |